# Storholmen (Masfjorden)
Ne doit pas être confondu avec Storholmen, Storholmen (Osterøy) ou Storholmen (Stord).
Storholmen est une île dans le landskap Sunnhordland du comté de Vestland. Elle appartient administrativement à Masfjorden.

## Géographie
Rocheuse et couverte d'une légère végétation, elle s'étend sur environ 361 m de longueur pour une largeur approximative maximale de 199 m. 